# گابریل اوچوا اوریبه
گابریل اوچوا اوریبه (اسپانیایی: Gabriel Ochoa Uribe‎; ۲۰ نوامبر ۱۹۲۹ – ۸ اوت ۲۰۲۰) بازیکن و مربی فوتبال اهل کلمبیا بود.
از باشگاه‌هایی که در آن بازی کرده است می‌توان به باشگاه فوتبال آمریکا (ریو دو ژانیرو)، باشگاه فوتبال میلوناریوس، و باشگاه فوتبال آمریکا ده کالی اشاره کرد.